# Kisekae Set System
Pour les articles homonymes, voir Kiss.

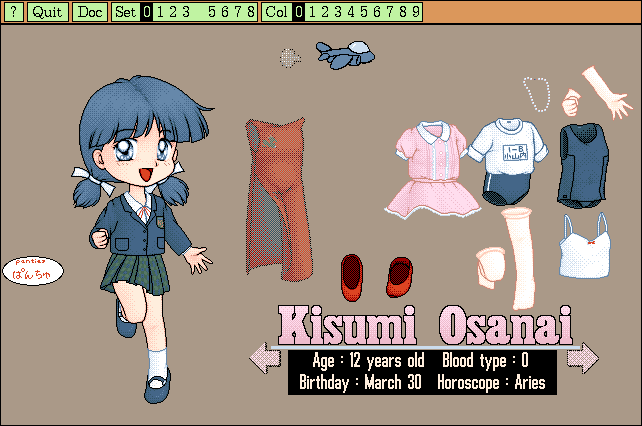
Screenshot du programme French-KISS!.

Kisekae Set System (KiSS) est un logiciel originellement conçu pour permettre la création de poupée mannequin virtuelles.
Kisekae est le diminutif de kisekae ningyou, terme japonais signifiant « poupées à habiller ». Contrairement aux arts numériques qui ne font qu’utiliser l’informatique pour créer ou présenter de l’art traditionnel à l’aide d’un ordinateur, KiSS utilise l’ordinateur comme un médium ; il permet à l’art d’être animé et interactif.

## Disponibilité
Le KiSS est un format ouvert qui a été implémenté, jusqu’à un certain point, sur presque toutes les plateformes possibles, incluant plusieurs PDA. Cela a également été implémenté en Java.

## Historique
Le KiSS a été créé au Japon en 1991 avec des poupées en se basant sur des personnages de mangas pour filles.
À l’origine, les poupées étaient une série d’images statiques simples qui pouvaient être déplacées et empilées les unes par-dessus les autres de manière à donner l’impression que l’image représentant la poupée portait des vêtements. L’utilisation des images numériques avait un avantage sur les poupées en papier traditionnelles; elles permettaient à plusieurs couches d’images de bouger ensemble, incluant des pièces étant visiblement séparées, et donnant ainsi une illusion de profondeur n’étant pas possible avec des feuilles de papier.
Le programme initial permettant sa visualisation a été conçu pour les cartes vidéo EGA, les plus courantes à l’époque; ce programme utilisait une palette de 16 couleurs pour afficher la poupée. Peu de temps après, un standard amélioré a été mis de l’avant (General Specification 2 aussi connu sous le nom de KiSS/GS2) qui incluait également le support des cartes VGA et de 256 couleurs ou encore de plusieurs palettes de 16 couleurs. Ce standard est encore en 2008 la base de KiSS, mais plusieurs spécifications additionnelles ont été incorporées dans les visualiseurs depuis ; c’est le cas notamment du French KiSS, généralement appelé FKiSS, permettant de contrôler l’interactivité et l’animation ainsi que du Cherry KiSS, aussi appelé CKiSS, permettant le support du 32-bit truecolour.
Vers la fin des années 1990, le KiSS s’était répandu internationalement des communautés BBS japonaises via internet avec des artistes créant leur poupées, des programmeurs créant des outils et des fans apparaissant à travers le monde.
Toutefois, bien que les KiSS sets soient généralement référés à des poupées, ils ne sont pas restreints à l’habillement — il peut s’agir de n’importe quoi; il y existe d’ailleurs des « créez votre propre » visage, des gâteaux de mariage, des maisons de poupées, des cuirassés, ainsi que des casses-têtes, des jeux et bien plus encore. Néanmoins, ces sets inhabituels sont parfois mentionnés en tant que du KiSS « aberrant ».

## Format
Un set de KiSS est constitué de plusieurs fichiers de plusieurs formats différents. Ceux-ci sont regroupés pour permettre leur distribution en un seul set ou poupée dans le format LZH (l’un des formats d’archive préférés au Japon) dont la plupart des programmes visualiseur peut lire comme un tout pour en obtenir les fichiers individuels.
La plupart des fichiers que contient un set sont des fichiers «cel» qui sont des images raw, c'est-à-dire des graphiques dont les données ne sont pas compressées, étant analogue aux cels d’animation. Les cels étant de spécification KiSS/GS2 nécessite également un KCF, acronyme pour KiSS Colour File, comme palette – ce qui n’est pas le cas pour les cels utilisant la spécification CKiSS. Un KCF peut également contrôler la couleur de l’arrière-plan et contenir plusieurs palettes pouvant être permutées permettant ainsi des effets de lumière et de changement de couleurs. Tous les fichiers binaires KiSS (soit le KCF, les cels standard et CKiSS) depuis la spécification KiSS/GS2 partagent une entête commune permettant d’identifier la taille, le type et le format des fichiers KiSS qu’ils contiennent.
Un fichier de configuration est également requis pour permettre de contrôler la taille de la scène, le layering (c'est-à-dire la manière selon laquelle les images sont empilées les unes par-dessus les autres), la position des cels, l’utilisation des palettes de couleurs, ainsi que les événements d’interaction avec l’utilisateur et les animations.
De plus, d’autres fichiers peuvent se joindre à ceux déjà mentionnés plus haut; des fichiers MIDI, pour la musique, des fichiers WAV pour le son, et, généralement, une documentation sous forme de texte écrit par l’artiste.

### Expansions
Les KiSS sets peuvent acquérir des ressources à partir d’autres KiSS sets par un procéder appelé «Expansion». Ce procéder permet d’avoir de nouvelles versions d’une poupée sans avoir à incorporer les cels originaux à l’intérieur du nouveau set, signifiant que les anciennes versions n’avaient pas besoin d’être remplacées et que différents artistes pouvaient ainsi ajouter des choses à la poupée sans créer de confusion au sujet de qui était l’artiste original. Les expansions datent des plus anciens visualiseurs, mais les détails concernant le chargement d’une expansion set restent plus ou moins dépendant du visualiseur utilisé.

## Extensions
Plusieurs fonctionnalités ont été ajoutées au KiSS sans jamais être formellement incorporées à l’intérieur du format KiSS principal. Pour des raisons de compatibilités et pour les cacher des visualiseurs ne les supportant pas, elles sont déguisées en commentaires dans les fichiers de configuration. Chaque type d’extension, à l’exception des groupes utilisateurs, a été initialement introduit au Japon; toutefois, elles ont toutes, à l’exception du Cherry KiSS, été élargies par les visualiseurs internationaux.

### French KiSS
Le «French» KiSS, ou encore FKiSS, est un langage de script orienté sur les événements ayant été créé en tant matériel expérimental complémentaire pour la spécification KiSS/GS2. Il a été introduit au Japon pour permettre des animations et une plus grande interactivité dans le KiSS. Il s’agit de la première extension; elle était prévue uniquement à des fins de test, mais cela est devenu tellement populaire qu’elle a été ajoutée tel quel. Toutes les directives FKiSS sont précédées, dans la première colonne de leur ligne de configuration par :
```
;@
```

Le point-virgule indique normalement le début d’un commentaire, ce qui, à l’origine, cachait la directive à un visualiseur s’il ne pouvait pas supporter le FKiSS — cela est toutefois rendu un standard dans tous les visualiseur d’aujourd’hui.
Le FKiSS a lui-même été étendu plusieurs fois :
- ‹FKiSS2› a été implémenté pour la première fois par un groupe de programmeurs internationaux créant des visualiseurs pour des plateformes alternatives. Cela ajoute la détection de collision, du mouvement relatif ainsi que quelques conditions de tests simples. Ce niveau de FKiSS est supporté par tous les visualiseurs à l’exception des plus anciens. Il s’agit du dernier niveau étant supporté au Japon.
- ‹FKiSS3› ajoute des variables, des mathématiques et le contrôle de flux, le rendant un langage de script presque complet.
- ‹FKiSS4› simplifie et étend les capacités du FKiSS, particulièrement avec le support du groupage des objets, mais il y a peu de visualiseurs qui le supporte jusqu’à maintenant.

### Étiquettes d’initialisation
Ces dernières sont des additions faites à la définition des cells pour contrôler leurs propriétés au démarrage. Elles apparaissent en tant que commentaires à la fin de la définition d’un cell et débute à l’aide d’un % suivi d’un code. Le premier (%t — pour contrôler la transparence initiale) a été ajouté lorsque le premier niveau de FKiSS a été finalisé. Les autres propriétés ayant été ajoutées avec le FKiSS4 incluent l’état de l’affichage (%u), sa possibilité d’être cliqué (%g) ainsi que le décalage de sa position (%x et %y).

### Pragmas
Il s’agit de commentaires ajoutés à la configuration suggérant au programme visualiseur la meilleure manière pour afficher immédiatement le set. Originellement, ils sont utilisés au Japon pour indiquer de quels autres sets de KiSS celui présentement ouvert est une expansion (;INCLUDE – c.-à-d. où trouver les ressources référencées n’étant pas incluse dans le set). Par la suite, les visualiseurs les utilisent pour indiquer les configurations optimales pour le set étant chargé (;HINT).

### Cherry KiSS
Communément appelé CKiSS, il s’agit d’une extension faite à l’entête des fichiers binaires, et, contrairement aux autres extensions, elle n’apporte aucun changement au fichier de configuration. Il s’agit d’une spécification permettant à un fichier cell de contenir des informations ‹raw› de 24-bit pour les couleurs ainsi qu’un canal alpha de 8 bit pour une transparence variable. Les cells de CKiSS ont tendance à utiliser beaucoup d’espace disque comparativement à ceux basés sur des palettes, car il ne se compressent pas bien – ils sont donc utilisé avec parcimonie par les artistes.

### Groupes
Le groupage des cells a été ajouté avec le FKiSS4 pour simplifier le contrôle d’un grand nombre de cells (ou simplement pour identifier des cells de manière spécifique) pour des fins de tests ainsi que pour les animations.

## Création de KiSS
Il y existe plusieurs programmes sur la plupart des plateformes qui permettent de convertir des formats de graphiques standard (plus particulièrement les fichiers BMP, GIF ou PSD) en KiSS cel et en fichier KCF, permettant à l’artiste de créer des fichiers images originaux à l’aide de n’importe quel programme graphique, qu’il soit un graticiel ou un logiciel propriétaire. De plus, GIMP est un programme graphique complet qui permet d’ouvrir et d’enregistrer les fichiers CEL directement, ce qui permet d’éviter l’étape de la conversion des fichiers images.
Le fichier de configuration est écrit à l’aide d’un éditeur de texte (standard faisant partie de n’importe quel logiciel de système d’exploitation). Une fois que les fichiers de base sont créés, un visualiseur de KiSS est utilisé pour afficher et perfectionner le set; par la suite, un archiveur ayant la capacité de créer des fichiers LZH est utilisé pour compresser le set. Tous les logiciels nécessaires sont disponibles gratuitement sur internet, ainsi que des tutoriels détaillés pour la création de KiSS.

## Communauté
La communauté de KiSS moderne sur internet ressemble à celle des « dolleurs » avec laquelle il y a un certain degré de chevauchement; par contre, les deux communautés sont distinctes et chacune d’entre elles est protectrice de son art. Toutefois, étant donné que l’art du KiSS est plus spécialisé, la communauté de KiSS est centralisée autour de la plus grande archive de poupées sur internet, soit la BiG KiSS Page. Malheureusement, au cours des dernières années, les coûts d’hébergement ont forcé la BKP à permettre la plupart des téléchargements de poupées seulement sur abonnement, ce qui a eu des impacts négatifs sur la taille de la communauté active.
Étant donné qu’être capable d’habiller une poupée implique d’être également capable de la déshabiller, il y a toujours eu un « sous genre » de KiSS pour adultes qui existe indépendamment de la communauté principale.